# الحرجة (حجة)
الحرجة هي إحدى قرى الجمهورية اليمنية. وهي تتبع جغرافيًا لمحافظة حجة. وإداريًا لمديرية ميدي. يبلغ تعداد سكانها 1338 نسمة حسب الإحصاء الذي جرى عام 2004.